# Ebala trigonostoma
Ebala trigonostoma is een slakkensoort uit de familie van de Murchisonellidae. De wetenschappelijke naam van de soort is voor het eerst geldig gepubliceerd in 1872 door de Folin.